# Krasouszczyna (obwód miński)
Krasouszczyna (biał. Красоўшчына; ros. Красовщина, Krasowszczina) – wieś na Białorusi, w obwodzie mińskim, w rejonie dzierżyńskim, w sielsowiecie Stańków.